# Гипогаструриды
Гипогаструриды (лат. Hypogastruridae) — семейство коллембол из надсемейства Hypogastruroidea (Poduromorpha).

## Описание
Окрашены в серо-чёрные и голубовато-фиолетовые цвета. Сегменты брюшка и груди без следов слияния, тергит переднегруди выраженный. Число глазков варьирует от 3 (иногда 0) до 8. Некоторые вредят в теплицах. Известны пещерные виды.

## Классификация
Известно около 660 видов и 45 родов. Семейство Hypogastruridae относится к надсемейству Hypogastruroidea из отряда Poduromorpha. Известно несколько ископаемых видов: Hypogastrura intermedia, Hypogastrura protoviatica. Для фауны СССР указывалось 8 родов и более 80 видов.
- Род Acherongia — 4 вида
- Род Acherontides — 11
- Род Acherontiella — 20
- Род Acheroxenylla — 3
- Род Austrogastrura — 2
- Род Barbagastrura — 1
- Род Biscoia — 1
- Род Bonetogastrura — 7
- Род Celegastrura — 1
- Род Ceratophysella — 125 видов
- Род Choreutinula — 5
- Род Cosberella — 8
- Род Denigastrura — 1
- Род Ecuadogastrura — 1
- Род Gnathogastrura — 1
- Род Hypogastrura (Franzura) — 1
- Род Hypogastrura (Hypogastrura) — 163 вида
- Род Jacutogastrura — 1
- Род Mesachorutes — 2
- Род Mesogastrura — 5 (Mesogastrura libyca)
- Род Microgastrura — 7
- Род Neobeckerella — 1
- Род Octoacanthella — 1
- Род Ongulogastrura — 1
- Род Orogastrura — 7
- Род Parawillemia — 1
- Род Paraxenylla — 9
- Род Pseudacherontides — 9
- Род Schaefferia — 28
- Род Schoettella (Gomphiocephalus) — 1
- Род Schoettella (Knowltonella) — 1
- Род Schoettella — 12
- Род Stenogastrura — 1
- Род Tafallia — 2
- Род Taurogastrura — 1
- Род Thibaudylla — 4
- Род Triacanthella — 22
- Род Typhlogastrura — 19
- Род Willemgastrura — 1
- Род Willemia — 41
- Род Xenylla — 128
- Род Xenyllogastrura — 8